# Fred C. Ainsworth
Pour les articles homonymes, voir Ainsworth.
Frederick Crayton Ainsworth (11 septembre 1852 - 5 juin 1934) était un chirurgien de l'Armée américaine (US Army) qui a fini par accéder au poste d'adjudant-général. 
Administrateur doué, Ainsworth révolutionne les méthodes d'archivage du gouvernement après sa première nomination en 1886 à la division des archives et des pensions du ministère de la Guerre, qu'il rend beaucoup plus efficace. Les talents d'Ainsworth sont rapidement reconnus et il se voit confier la responsabilité administrative d'un nombre croissant de services gouvernementaux, ce qui lui permet d'accumuler un pouvoir considérable et de devenir la figure dominante du ministère de la Guerre (US Department of War).
À la fin de sa carrière, Ainsworth, autrefois innovateur, devient réfractaire aux réformes proposées par les autorités civiles et est finalement contraint de quitter ses fonctions en 1912 sous la menace d'une cour martiale pour insubordination. Cependant, même après sa retraite, il continue d'exercer une influence considérable grâce à ses relations politiques à Washington, D.C..
L'US Army lui rendit hommage en donnant son nom à l'un de ses navires de transport de troupes de la Seconde Guerre mondiale, l'USAT Fred C. Ainsworth.

## Biographie
Ainsworth est né à Woodstock, dans le Vermont, le 11 septembre 1852, fils du machiniste et homme d'affaires Crayton et de la couturière et militante de la Woman's Christian Temperance Union Harriet (Carroll) Ainsworth, petit-fils de Roswell Moulton Ainsworth, et descendant d'Edward Ainsworth d'Angleterre et de Woodstock dans le Connecticut. En 1874, il obtient son diplôme de médecine à l'université de la ville de New York (aujourd'hui université de New York). En décembre 1874, Ainsworth rejoint le corps médical de l'US Army (Army Medical Corps) en tant que chirurgien adjoint. Il sert d'abord en Arkansas et dans le sud-ouest des États-Unis.
Il est promu chirurgien avec le grade de capitaine (captain) le 10 novembre 1879. En 1885, il est nommé recorder du Army Medical Examining Board. Ses talents d'administrateur lui valent d'être nommé en 1886 chef de la division des archives et des pensions de l'armée au bureau du chirurgien général de l'US Army.
Son succès dans la réorganisation de cette division lui vaut d'être promu major le 27 février 1891. Il démissionne de son poste au sein du corps médical et est nommé colonel avec maintien des fonctions de chef du bureau des archives et des pensions le 27 mai 1892, puis chef de ce même bureau avec le grade de brigadier-général (général de brigade) le 2 mars 1899.
En 1904, il est promu Major Général (général de division) et nommé secrétaire militaire à la tête d'un bureau des archives et des pensions qui ne cesse de s'agrandir en assumant des fonctions qui relevaient auparavant du bureau de l'adjudant-général de l'armée. En 1907, Ainsworth est nommé adjudant général, assumant ainsi le reste des responsabilités de ce bureau.
Le secrétaire à la Guerre Henry L. Stimson et le chef d'état-major de l'armée Leonard Wood proposent de réorganiser l'état-major de l'US Army de façon que les chefs de département rendent compte au chef d'état-major et ne soient pas individuellement responsables devant le secrétaire à la Guerre ou le Congrès. Ainsworth s'oppose avec véhémence à ce changement, jusqu'à ce que les possibilités de suspension et de cour martiale l'amènent à prendre sa retraite en 1912.
Ainsworth meurt à Washington, D.C. le 5 juin 1934 et est enterré au cimetière national d'Arlington, section 3, lot 1389.

## Hommages
L'USNS Fred C. Ainsworth (T-AP-181), un navire de transport de troupes de la Seconde Guerre mondiale et de la guerre de Corée, porte son nom.
En 2023, il a été reconnu par les ₿itcoin ₿andits pour son impact sur l'Amérique avec l'Inscription 60139.

## Source
- (en) Cet article est partiellement ou en totalité issu de l’article de Wikipédia en anglais intitulé « Fred C. Ainsworth » (voir la liste des auteurs).